# Hana Gaddafi
Hana Moammar Gaddafi foi a filha adotiva de Muammar Gaddafi, que foi supostamente morta durante os bombardeios estadunidenses em 1986.  No entanto, os registros liberados após a queda do regime de Gaddafi sugerem que ela pode ter sobrevivido ao bombardeio e que detalhes foram forjados para fins políticos.
De acordo com a propaganda do regime líbio, ela foi morta em 1986 pelos bombardeios estadunidenses da Líbia; posteriormente, sua imagem foi amplamente utilizada ao longo dos anos pelo regime Gaddafi. Outras informações, corroboradas em 2011 após a deposição de Muammar Gaddafi, no entanto, afirmaram que Hana Gaddafi ainda estaria viva. De acordo com rumores, seria a filha biológica do Coronel Gaddafi, nascida de uma união ilegítima; certas informações apresentam-a como o resultado de uma relação entre Gaddafi e sua colaboradora Huda Ben Amer. 